# Bruno Kiesler

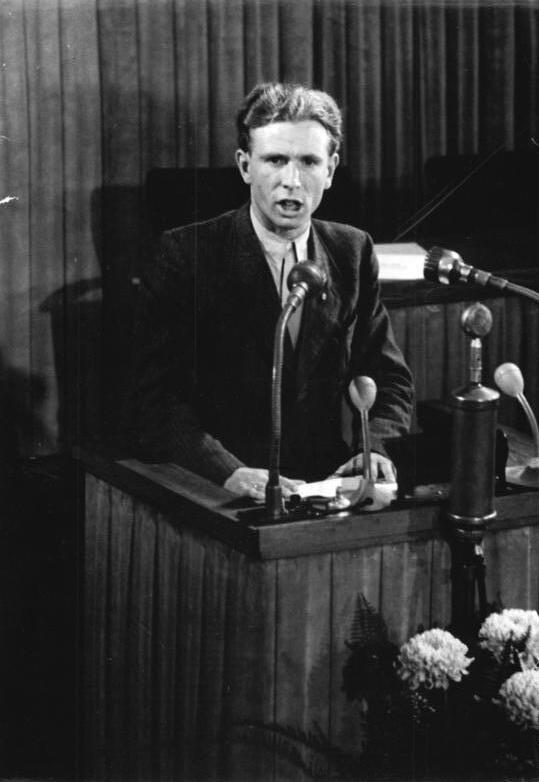
Bruno Kiesler während einer Volkskammersitzung 1951

Bruno Kiesler (* 22. Dezember 1925 in Stallupönen; † 10. Juni 2011 in Berlin) war ein deutscher Politiker (SED). Er war langjähriger Abteilungsleiter des ZK der SED und Abgeordneter der Volkskammer der DDR.

## Leben
Der Sohn eines Telegrafenarbeiters absolvierte nach dem Besuch der Volksschule von 1940 bis 1942 eine Lehre als Kraftfahrzeugschlosser. Von 1942 bis Mai 1945 war er zum Reichsarbeitsdienst und zur Wehrmacht eingezogen. In Eutin geriet er in englische Kriegsgefangenschaft.
Nach der Rückkehr aus der Gefangenschaft begann er 1945 zunächst als Kutscher auf dem Gut der Familie von Itzenplitz und wurde Vorsitzender des Antifaschistischen Jugendausschusses in Grieben. Nach der Bodenreform wurde er 1946 Traktorist bei der VdgB in Grieben. Im März 1946 wurde er Mitglied der KPD, im April 1946 der SED und der FDJ. Vorübergehend arbeitete er im landwirtschaftlichen Betrieb seines Schwiegervaters, und als 1949 staatlicherseits die Maschinen-Ausleih-Stationen (MAS) gebildet wurden, arbeitete er wieder als Traktorist.
Als Erster in der DDR wandte er im Oktober 1949 die Gerätekopplung bei der Feldbestellung an. In der Außenstelle Grieben der MAS Köckte folgte er dem Ruf des FDJ-Zentralrates „FDJler auf die Traktoren“ und erzielte mit einer Normerfüllung von 200 Prozent Höchstleistungen durch Gerätekopplung nach sowjetischem Vorbild. Dafür wurde er am 11. Oktober 1949 als Jungaktivist ausgezeichnet, als „Hennecke der Landwirtschaft“ bezeichnet und am 7. Oktober 1950 durch Präsident Wilhelm Pieck mit dem Nationalpreises der DDR III. Klasse für Wissenschaft und Technik geehrt.
Am 4. Dezember 1949 wurde er auf der III. Landesdelegiertenkonferenz Sachsen-Anhalt der SED in Halle zum Mitglied des Landesvorstandes gewählt. Im Juli 1950 nahm er am III. Parteitag der SED in Berlin teil und wurde in das Präsidium des Parteitages gewählt. 1950 wurde er Mitglied des Bundesvorstandes des FDGB (bis 1955) und Abgeordneter der Volkskammer (bis 1986). Zunächst gehörte er der FDJ-Fraktion, seit 1957 der SED-Fraktion an. 
Von 1950 bis 1952 fungierte er als Vorsitzender des Landesvorstandes Sachsen-Anhalt der IG Land- und Forst. Er besuchte 1951 die Landesparteischule der SED in Ballenstedt und war 1952/53 Leiter der Bezirksverwaltung Magdeburg der Maschinen-Traktoren-Stationen (MTS). In den 1950er Jahren war er Mitglied der SED-Bezirksleitung Magdeburg.
Von 1953 bis 30. Juni 1959 war er stellvertretender Vorsitzender des Rates des Bezirkes Magdeburg und zuständig für Landwirtschaft. 1956/57 war er in Vertretung des in Moskau studierenden Paul Hentschel amtierender Vorsitzender. Gleichzeitig war er Abgeordneter des Bezirkstages Magdeburg. Von 1953 bis 1957 absolvierte er ein Fernstudium an der Deutschen Akademie für Staats- und Rechtswissenschaft „Walter Ulbricht“ in Potsdam und am Institut für Agrarökonomie in Bernburg mit dem Abschluss als Agrarökonom. Von 1955 bis 1959 war er Mitglied des Zentralrats der FDJ.
Von 1959 bis 1981 war er Leiter der Abteilung Landwirtschaft des ZK der SED (Nachfolger von Karl Götz). Seit 1967 war er Kandidat, von 1971 bis 1986 Mitglied des ZK der SED.  Von 1968 bis 1983 war er Mitglied der Akademie der Landwirtschaftswissenschaften der DDR (AdL). Kiesler war maßgeblich beteiligt an der Einführung industriemäßiger Produktionsmethoden in der Landwirtschaft und der betrieblichen Trennung von Pflanzen- und Tierproduktion. Von 1963 bis März 1982 war er stellvertretender Vorsitzender des Volkskammerausschusses  für Land-, Forst- und Nahrungsgüterwirtschaft. Am 30. November 1984 wurde er anstelle des verstorbenen Willi-Peter Konzok zum Mitglied des Ausschusses für Auswärtige Angelegenheiten der Volkskammer gewählt.
Im November 1981 wurde er als Abteilungsleiter des ZK der SED wegen Konflikten mit der Wirtschaftspolitik der SED abgelöst und durch Bruno Lietz ersetzt. 1981/82 war er Direktor des neugeschaffenen projekttechnologischen AdL-Instituts für rationelle Energieanwendung und ab 1982 Sekretär, seit 1986 Vorsitzender der Revisionskommission der Liga für Völkerfreundschaft. Am 1. Dezember 1990 ging er in Rente.

## Auszeichnungen
- 1949 und 1950 „Aktivist des Zweijahresplanes“
- 1950 Nationalpreis für Wissenschaft und Technik III. Klasse
- 1950 Friedensmedaille
- 1963 und 1965 Vaterländischer Verdienstorden in Silber und 1985 in Gold
- Verdienstmedaille der DDR
- Zweimal Orden Banner der Arbeit
- 1974 Ehrentitel Held der Arbeit
- 1978 Ehrentitel Verdienter Werktätiger der Land- und Forstwirtschaft der Deutschen Demokratischen Republik

## Schriften
- Die ersten Jahre – Erinnerungen, Dietz Verlag Berlin 1979, S. 202ff.